# 叉突𧐐属
叉突𧐐属（学名：Furcaperla），是𧐐翅目𧐐科（石蝇科）的一个属，分布于中国南方，是中国特有属。

## 属征
叉突𧐐属是一类中等大小的昆虫，头部具有3个单眼，雄性腹端第八九背板中央各有一个隆突，第十背板分为左右两叶且内侧各有一个叉突。

## 物种
本属目前仅确认以下2种：
- 叉突𧐐 Furcaperla bifurcata (Wu，1948)：分布于福建、广西
- 江西叉突𧐐 Furcaperla jiangxiensis Yang & Yang，1991：分布于江西、福建